# Den hvide viking
Den hvide viking (originaltitel: Den hvite viking/Hvíti víkingurinn) er en norsk-islandsk film fra 1991 som foregår i vikingetidens Norge – omkring det første årtusindeskifte. Filmen er instrueret og skrevet af Hrafn Gunnlaugsson. Ud over filmversionen blev der lavet en fjernsynsserie i fire dele.
Filmen blev godt modtaget i Skandinavien, hvor interessen for filmen stadig er stor i kredse der interessere sig for vikingetiden. På Island fik filmen imidlertid en blandet modtagelse.

## Handling
På et høvdingemøde i året 999 gøres forberedelser til et bryllup. Det er den islandske høvdingsøn Askur (Gotti Sigurdarson) som skal giftes med den smukke Embla (Maria Bonnevie) – der er datter af en af Norges mægtigste jarler. Men eftersom ægteskabet indgås efter gamle hedenske skikke bliver de taget til fange af kong Olav den Hellige (Egill Ólafsson), der har sat sig som mål at kristne hele Norge og Island. For at befri Embla bliver Askur tvunget til at rejse tilbage til Island for at kristne de hedenske islændinge. En næsten umulig opgave, da tidligere forsøg på at kristne islændingene ikke har indgydt dem andet end foragt for kristen missionærer – og imens tilbage i Norge bliver kong Olav mere og mere betaget af sit gidsel.

## Medvirkende
| Skuespiller                                      | Rolle                |
| ------------------------------------------------ | -------------------- |
| Gotti Sigurdarson (som Gottskálk D. Sigurdarson) | Askur                |
| Maria Bonnevie                                   | Embla                |
| Egill Ólafsson                                   | Olav den Hellige     |
| Tomas Norström                                   | Biskop Thangbrandu   |
| Helgi Skúlason                                   | Thorgeir, Askurs far |
| Þorsteinn Hannesson                              | Godbrandur           |